# Pseudopoda marsupia
Pseudopoda marsupia är en spindelart som först beskrevs av Wang 1991.  Pseudopoda marsupia ingår i släktet Pseudopoda och familjen jättekrabbspindlar. Inga underarter finns listade i Catalogue of Life.